# Loxmaionia megale
Loxmaionia megale is een vlinder uit de familie van de grasmotten (Crambidae), uit de onderfamilie van de Spilomelinae. De wetenschappelijke naam van deze soort is voor het eerst voorgesteld door William Schaus in een publicatie uit 1913.
De soort komt voor in Costa Rica.